# František Křižík
František Křižík, né le 8 juillet 1847 à Plánice et mort le 22 janvier 1941 à Stádlec, est un inventeur, ingénieur et entrepreneur tchèque. Il est l'inventeur du régulateur électrique automatique de lampe à arc. Il a construit aussi la première ligne électrique à Prague, en 1891. 